# 第352歩兵師団 (ドイツ国防軍)
第352歩兵師団（ドイツ語: 352. Infanterie-Division）は、ドイツ国防軍陸軍の歩兵師団である。

## 概要
第352歩兵師団は、東部戦線で壊滅した第321歩兵師団の残余を基幹に、1943年11月初旬にフランス南部のル・デゼール（fr）で編成された。この師団は第21波編成の8個の歩兵師団の1つである。1944年6月1日の時点で、12,734人の将兵が集まり、師団長にはディートリッヒ・クライス中将が赴任した。

## ノルマンディーの防衛
師団は、編成が完了すると東部戦線に移る予定であったが、西側への連合軍の侵攻の脅威からノルマンディーで大西洋の壁の守備隊として投入された。師団の兵員は、東部戦線に従軍した師団から集められた経験豊富な兵士と戦闘未経験の若い新兵と東方義勇部隊（de）との混合であり、東方義勇部隊は主に師団の支援に従事していた。訓練期間中、人員、装備、燃料が不足し、1944年初頭までに師団は適度に装備されていたものの、前線の歩兵戦闘に備えるにはほど遠い状態であった。

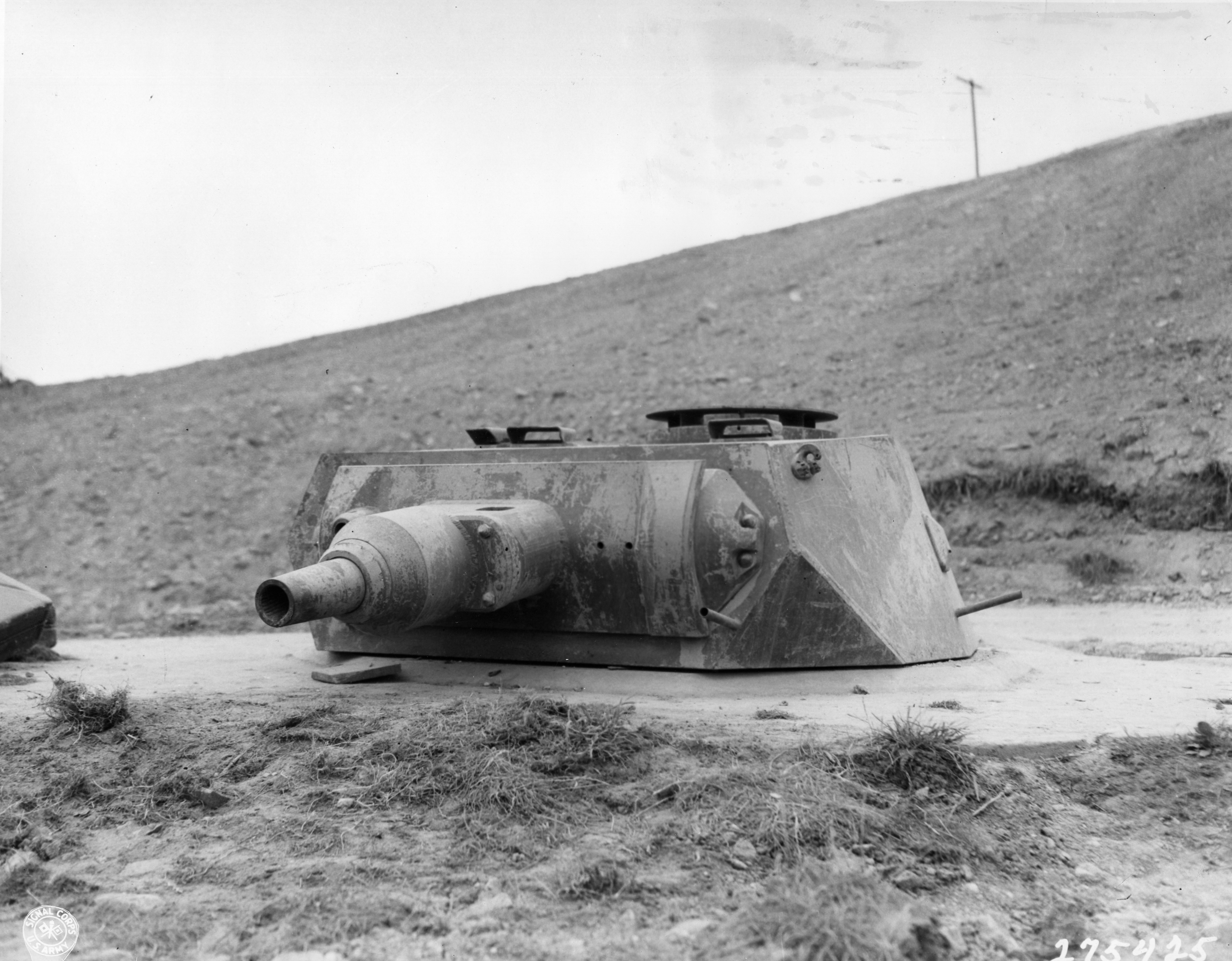
オマハに敷設された『ターレット・ブンカー』。（VK 30.01（H）の砲塔）

ノルマンディーの海岸地域は100kmに及ぶため、エルヴィン・ロンメル元帥はこの地域を半分に分けるように提案した。固定師団である第716歩兵師団に47kmの短縮された「カーン地帯」を提供し（第21装甲師団が支援）、第352歩兵師団を53kmの「バイユー地帯」の防衛に配備した（西の第709歩兵師団と東の第716歩兵師団の中間地点）。この両地帯の間には掩体壕やブンカー（トーチカ）が建設中であったが、この中間地点の防御陣地はドイツ軍の戦術上での水準に達していなかった。このため、第352歩兵師団の擲弾兵連隊をどのように配置するのかについて、ロンメルとクライスとの間で何度か意見が対立した。最終的に、2個の歩兵連隊を前方に配置し、1個の歩兵連隊を予備部隊として残すことが決定された。しかし、いくつかの大隊は独立して行動していたため、連隊指揮所は混乱していた。
バイユーのすぐ南にある師団右翼には、第915擲弾兵連隊（2個大隊）が偵察大隊と共に反撃の予備部隊として配置された。師団の左翼には、第914擲弾兵連隊の第2大隊がポワント・デュ・ホック（fr）の砲台の後方に配置された。オマハ・ビーチには第916擲弾兵連隊の第2大隊が配置された。対戦車猟兵大隊は、予備部隊として左と中央の師団の間に配置された。第916擲弾兵連隊の第1大隊は第716歩兵師団の防衛地域に配置され、ゴールド・ビーチの西部でイギリス軍に対抗することになった。

## ノルマンディーにおける戦闘

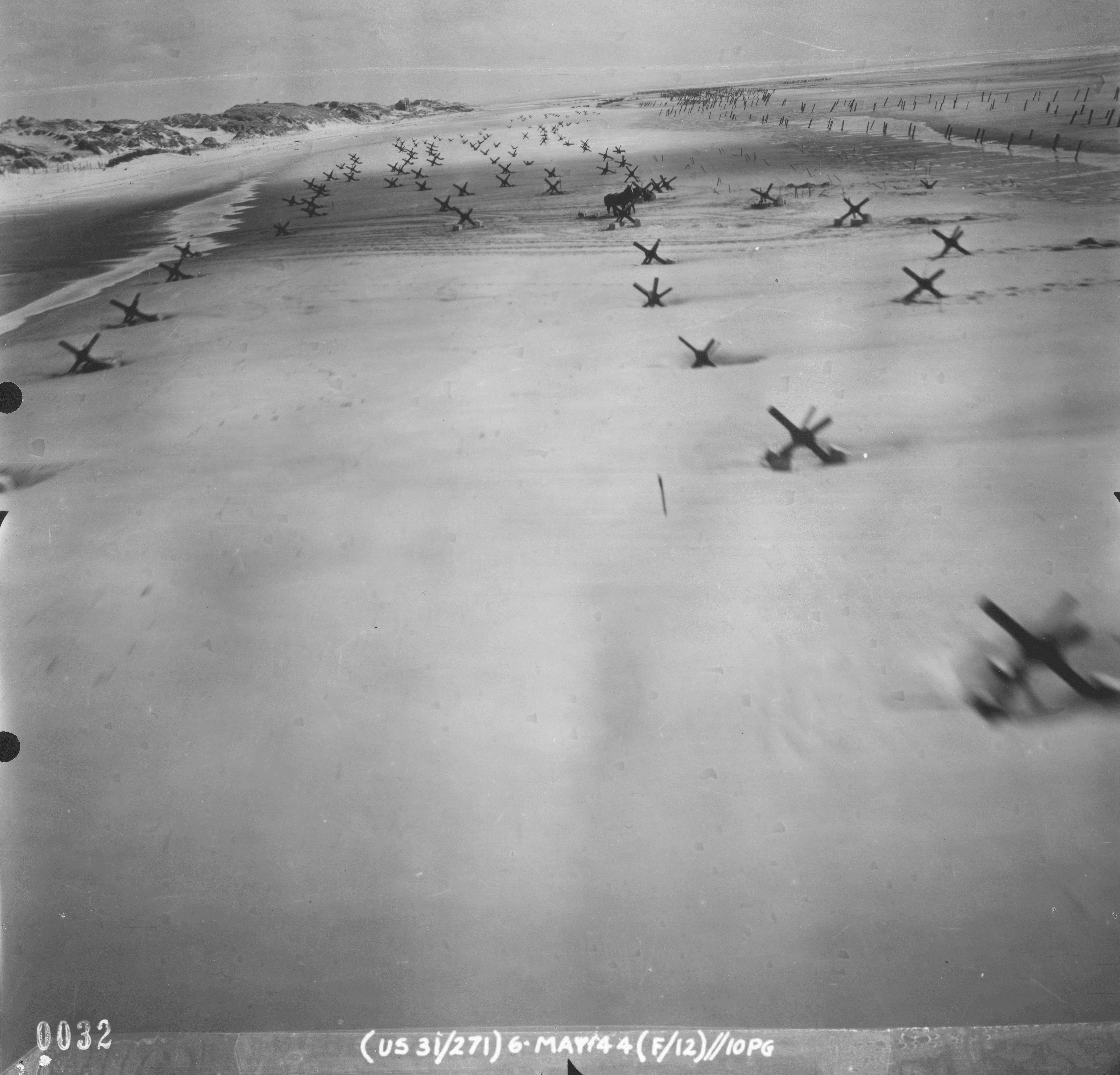
浜辺に敷設された障害物群

第352歩兵師団は、海岸の障害物を改善し、採掘された杭や木材を用いて海岸の障害物の建設を開始した。この作業では、数Kmの内陸部から木材を採取して運ぶだけでなく、杭を砂の奥深くに打ち込む作業も含まれていた。防御陣地には「ベルギー門」（幅約3m、高さ2mの重い鋼製の柵で、通常はコンクリートローラーに取り付けられた移動式の対戦車障害物）が最初に敷設され、次に、上陸用舟艇の舟底を引き裂いたり、転覆させるための、杭と丸太でできたスロープが敷設された。最後に、鉄製のレールでできた対戦車用障害物「チェコの針鼠」が敷設された。ドイツ軍は障害物の周辺に多くの機雷や地雷を敷設していたが、防水処理はされていなかった。
1944年6月までに、東に隣接する固定師団である第716歩兵師団との部隊交換が何度か行われており、師団の防衛陣地には第726歩兵連隊からの人員が配置されていた。第352歩兵師団の1個歩兵大隊が第716歩兵師団の指揮下に置かれ、互いに防御を補っていた。バイユー地区では、西に第914歩兵連隊、東に第916歩兵連隊、南に第915歩兵連隊が駐屯していた。第916歩兵連隊と第726歩兵連隊の部隊は、8つのコンクリート製の掩体壕、35基のブンカー、6つの迫撃砲陣地、35基のネーベルヴェルファー用の発射陣地、85基の機関銃用の銃座を構えていた。
6月6日の早朝、第352歩兵師団の防御陣地から、連合軍上陸部隊の最初の目撃情報がコタンタン半島から届き、第915擲弾兵連隊の一部が派遣された。午前6時の日の出の直前に連合軍艦隊による砲撃が始まり、その35分後にアメリカ軍の戦車と歩兵の第1波の上陸部隊が浜辺に着陸し、迎撃を行う師団との戦闘が行われた。午前中、アメリカ軍は浜辺で多数の死傷者を出したが、午後1時までにアメリカ軍の部隊は師団の防御陣地を攻略し、浜辺を見下ろす丘まで達し、突破口を開いた。
第916擲弾兵連隊と、すでに配置されているか、派遣された他の部隊は、オマハ・ビーチで米第1歩兵師団と第29歩兵師団（en）と交戦し、ビーチの上の断崖を数時間保持し、大きな犠牲者を出した。第916擲弾兵連隊の残存部隊は、他の部隊と共に6月7日の朝に撤退した。
第352砲兵連隊の指揮官であるヴェルナー・プルスカット（en）少佐は、その日の朝、第59迎撃陣地の東の監視塔で連合軍の上陸用舟艇を発見した最初のドイツ兵と言われ、彼の連隊は利用可能なすべての弾薬を集め砲撃を行っていた。米軍の上陸中、師団の第916擲弾兵連隊は上陸する米軍に多大な損害を与えた。なかでも、第62迎撃陣地（de）で機関銃手として配置されていたハインリッヒ・ゼーフェロー（de）上等兵（Gefreiter）は、MG42機関銃を全弾撃ち尽くし、更にKar98k小銃による狙撃によって多数のアメリカ兵を死傷させ『オマハの獣（Beast of Omaha Beach）』と畏れられた。

## 再編
第352歩兵師団は、6月と7月の戦闘で壊滅し、7月30日までに多くの犠牲者を出したため、師団として活動することはもはや不可能であると考えられ、師団は解散し、残存部隊は臨時の戦闘団や他の師団に加えられた。
1944年9月、フレンスブルク近郊で第352国民擲弾兵師団（352. Volksgrenadier-Division）として再編され、ラインの守り作戦に参加した。その後、1945年3月中旬に再び師団として活動するのに十分な戦力でないと見なされるまで、トーリアとモーゼル川周辺で防衛戦を繰り広げた。師団の残余はヴォルムスからライン川を渡って撤退し、4月中旬に戦闘団として部分的に再編され、ダルムシュタット近郊でアメリカ軍に降伏した。
1945年4月13日の指令により、第19軍は第805師団を基幹に新たに第352国民擲弾兵師団を再編し、同番号の師団が第1軍と第19軍で並存することになった。
新たに編成された師団は、第XVIII軍団の下に置かれた。軍団は、タンハイムとクレンゲンを経て黒い森のアーゼンまで退却した。師団の目標地点はアールガウであったが、1945年4月25日、アーゼン付近で自由フランス軍と遭遇し、突破を試みたが失敗に終わり降伏した。

## 備考

### 作戦地域
| 年     | 月日 | 軍団 (Armee-Korps)                      | 軍 (Armee)        | 軍集団 (Heeresgruppe)      | 師団本部       |
| ------ | ---- | --------------------------------------- | ----------------- | -------------------------- | -------------- |
| 1943年 | 11月 | 第LXXXIV軍団 （LXXXIV.Armeekorps）      | 第7軍 （7.Armee） | D軍集団 （Heeresgruppe D） | ノルマンディー |
| 1944年 | 1月  | 第LXXXIV軍団 （LXXXIV.Armeekorps）      | 第7軍 （7.Armee） | D軍集団 （Heeresgruppe D） | ノルマンディー |
| 1944年 | 5月  | 第LXXXIV軍団 （LXXXIV.Armeekorps）      | 第7軍 （7.Armee） | B軍集団 （Heeresgruppe B） | ノルマンディー |
| 1944年 | 6月  | 第II降下猟兵軍団 （II.Fallschirmkorps） | 第7軍 （7.Armee） | B軍集団 （Heeresgruppe B） | ノルマンディー |
| 1944年 | 7月  | 第II降下猟兵軍団 （II.Fallschirmkorps） | 第7軍 （7.Armee） | B軍集団 （Heeresgruppe B） | ノルマンディー |
| 1944年 | 8月  | 自由運用 （z.Vfg.）                     | 第1軍 （1.Armee） | B軍集団 （Heeresgruppe B） | フランス内陸部 |
| 1944年 | 9月  | 旅団へ移動 （im Abtransport zum BdE）   | ―                 | ―                          | フレンスブルク |

| 年     | 月日    | 軍団 (Armee-Korps)                            | 軍 (Armee)        | 軍集団 (Heeresgruppe)      | 師団本部               |
| ------ | ------- | --------------------------------------------- | ----------------- | -------------------------- | ---------------------- |
| 1944年 | 10月    | 旅団へ移動 （im Abtransport zum BdE）         | ―                 | ―                          | フレンスブルク         |
| 1944年 | 12月    | （輸送中）                                    | 第7軍 （7.Armee） | B軍集団 （Heeresgruppe B） | アルデンヌ             |
| 1945年 | 1月     | 第LXXXV軍団 （LXXXV.Armeekorps）              | 第7軍 （7.Armee） | B軍集団 （Heeresgruppe B） | アルデンヌ             |
| 1945年 | 2月     | 第LIII軍団（戦闘団） （LIII.Armeekorps:Kgr.） | 第7軍 （7.Armee） | B軍集団 （Heeresgruppe B） | トーリア及びモーゼル川 |
| 1945年 | 3月     | 第XIII軍団 （XIII.Armeekorps）                | 第7軍 （7.Armee） | B軍集団 （Heeresgruppe B） | トーリア及びモーゼル川 |
| 1945年 | 3月7日  | 第LXXX軍団 （LXXX.Armeekorps）                | 第7軍 （7.Armee） | B軍集団 （Heeresgruppe B） | ザルム（de）           |
| 1945年 | 4月11日 | 第XIII.SS軍団 （XIII.SS-Armeekorps）          | 第1軍 （1.Armee） | G軍集団 （Heeresgruppe G） | ダルムシュタット       |
| 1945年 | 5月     | 第LXXXII軍団 （LXXXII.Armeekorps）            | 第1軍 （1.Armee） | G軍集団 （Heeresgruppe G） | アルプス地方           |

| 年     | 月日    | 軍団 (Armee-Korps)               | 軍 (Armee)          | 軍集団 (Heeresgruppe)      | 師団本部             |
| ------ | ------- | -------------------------------- | ------------------- | -------------------------- | -------------------- |
| 1945年 | 4月13日 | 第XVIII軍団 （XVIII.Armeekorps） | 第19軍 （19.Armee） | 西方軍総司令部 （OB.West） | シュヴァルツヴァルト |

### 歴代師団長
（第352歩兵師団）
- ディートリッヒ・クライス中将 ― (1943年11月6日 - 1944年9月)

（第352国民擲弾兵師団）
- エバーハルト・フォン・シュックマン少将 ー (1944年9月21日 - )
- エリック・オットー・シュミット大佐 ー (1944年10月6日 - )
- リヒャルト・バーツィング少将 ー （1944年12月23日 - ）
- ルドルフ・フォン・オッペン予備役少将 ー （1945年2月21日）

### 戦闘序列
連合軍の侵攻前夜における第352歩兵師団の戦闘序列は以下のとおりである。
- 第914擲弾兵連隊（Grenadier-Regiment 914）

2 x 15cm sIG33
6 x 7.5 cm leIG 18
3 x 7.5 cm PaK 40
- 第915擲弾兵連隊（Grenadier-Regiment 915）

2 x 15 cm sIG 33
6 x 7.5 cm leIG 18
3 x 7.5 cm PaK 40
- 第916擲弾兵連隊（Grenadier-Regiment 916）

2 x 15 cm sIG 33
2 x 7.5 cm leIG 18
3 x 7.5 cm PaK 40
- 第352対戦車猟兵大隊（Panzerjäger-Abteilung 352）

14 x マルダーII及びマルダーIII（特別編成）
10 x III号突撃砲G型
9 x 38(t)対空戦車ほかSd.Kfz.10/5などの自走式対空砲
- 第352砲兵連隊（Artillerie-Regiment 352）

第1～9砲兵中隊 - 36 x 10.5 cm leFH 327 (b)
第10～12砲兵中隊 - 12 x 15 cm sFH 18
- 第352工兵大隊（Pionier-Bataillon 352）

20 x 火炎放射器
6 x 迫撃砲
- 第352偵察大隊（Divisions-Füsilier-Bataillon 352）

（第1中隊は自転車を装備）
- 第352野戦補充大隊（Feldersatz-Bataillon 352）

6 x 8 cm sGrW 34
1 x 5 cm PaK 38
1×7.5cm PaK-40
1 x 10.5cm FH 98/09
1 x ターレット・ブンカー（オチキス H35やIV号戦車などの戦車の砲塔を用いた固定砲台）
2 x 火炎放射器
- 第352師団附属通信大隊（Divisions-Nachrichten-Abteilung 352）
- 第352師団補給指導部（Divisions-Nachschubführer 352）